# Општина Раковицени (Бузау)
Раковицени (рум. Racoviţeni) општина је у Румунији у округу Бузау.
Oпштина се налази на надморској висини од 302 m.